# NFPA 704

2001版NFPA 704标准

NFPA 704是美国消防协会（National Fire Protection Association，简称NFPA）制定的危险品紧急处理系统鉴别标准。它提供了一套简单判断化学品危害程度的系统，并将其用蓝、红、黄、白四色的警示菱形来表示。

## 符号
警示菱形按颜色分为四部分：蓝色表示健康危害性；红色表示可燃性；黄色表示反应性；白色用于标记化学品的特殊危害性。前三部分根据危害程度被分为0、1、2、3、4，五个等级，用相应数字标识在颜色区域内。

### 蓝色／健康危害等级
| 等级 | 描述                                                             | 范例                   |
| 4    | 短时间的暴露可能会导致死亡或重大持续性伤害。                     | 芥子毒氣、硝酸、臭氧   |
| 3    | 短时间的暴露可能导致严重的暂时性或持续性伤害。                   | 二氧化硫、氯、一氧化碳 |
| 2    | 高浓度或持续性暴露可能导致暂时失去行为能力或可能造成持续性伤害。 | 甲烷、硝化甘油         |
| 1    | 大量暴露可能导致不适，或仅可能有轻微性伤害。                     | 乙醇、二氧化碳         |
| 0    | 暴露时对人体不造成危害。                                         | 水、氯化鈉             |

### 红色／可燃性等级
| 等级 | 描述                                                                 | 范例         |
| 4    | 在常温常压下迅速或完全汽化，或是可以迅速分散在空气中，可以迅速燃烧。 | 甲烷、氢     |
| 3    | 在各种环境温度下可以迅速被点燃的液体和固体。                         | 汽油、乙醇   |
| 2    | 需要适当加热或在环境温度较高的情况下可以被点燃。                     | 柴油         |
| 1    | 需要預热才可点燃。                                                   | 蔗糖、甘油   |
| 0    | 不会燃烧。                                                           | 水、二氧化碳 |

### 黄色／反应活性等级
| 等级 | 描述                                                                       | 范例                 |
| 4    | 可以在常温常压下迅速发生爆炸。                                             | 硝酸甘油、TNT        |
| 3    | 可以在某些条件下（如被加热或与水反应等）发生爆炸。                         | 鹼金屬、硝酸铵、乙炔 |
| 2    | 在加热加压条件下发生剧烈化学变化，或与水剧烈反应，可能与水混合后发生爆炸。 | 钙、白磷、鈉         |
| 1    | 通常情况下稳定，但是可能在加热加压的条件下变得不稳定，或可以与水发生反应。 | 氧化钙、丙烯         |
| 0    | 通常情况下稳定，即使暴露于明火中也不反应，并且不与水反应。                 | 氮、氦               |

### 白色
警示菱形的白色区域可能有以下符号：
| 等级        | 描述                           | 范例           |
| W           | 与水发生剧烈反应（遇水易燃）。 | 鹼金屬         |
| OX（或OXY） | 氧化剂                         | 王水、高錳酸鉀 |
| SA          | 易窒息性气体。                 | 氮气、稀有气体 |

### 非标准符号
除了以上三个NFPA 704标准中规定的符号，化学品厂商有时还使用以下符号标记在白色区域：
| 等级         | 描述         | 范例               |
| COR          | 具有腐蚀性。 | 浓硫酸             |
| ACID         | 强酸         | 盐酸               |
| ALK          | 强碱         | 氢氧化钠、氢氧化鈣 |
| BIO 或 ☣（） | 生物危害性   | 溴化乙锭           |
| RAD 或       | 放射性       | 铀                 |
| CRY 或 CRYO  | 低溫         | 液氮               |

## 实例
| 水 | 甲醇 | 乙醇  | 王水     | 铬酸钾 | 三乙胺    | 乙酸铀酰  | 三硝基苯酚 | 过氧化叔丁醇 |
| 0  | 3 0  | 3 1 0 | 0 3 0 OX | 0 3 OX | 3 2 0 COR | 0 1 0 RAD | 3 4 OX     | 4 1 4 OX     |